# Emerson Norton
Emerson Carlysle Norton (ur. 16 listopada 1900 w Kansas City, zm. 10 marca 1986 w Seminole na Florydzi) – amerykański lekkoatleta (wieloboista), wicemistrz olimpijski z 1924.
Zdobył srebrny medal w dziesięcioboju na igrzyskach olimpijskich w 1924 w Paryżu za swym rodakiem Haroldem Osbornem.
Był halowym akademickim mistrzem Stanów Zjednoczonych (iC4A) w skoku wzwyż w 1925 i 1926, a także halowym wicemistrzem USA (AAU) w tej konkurencji w 1927 i brązowym medalistą w 1928. Był brązowym medalistą mistrzostw USA (AAU) w dziesięcioboju w 1923.
Ukończył studia na University of Kansas oraz Georgetown University. Pracował jako prawnik w Aerospace Defense Command i w Departamencie Obrony USA.